# Шарл II Лотарингски
Шарл II Лотарингски-Гиз (на френски: Charles II de Lorraine-Guise; * 26 март 1554, Алансон, Франция; † 4 октомври 1611, Соасон, Франция) е от 1573 г. херцог на Майен и граф на Мен.

## Живот
Шарл II е вторият син на херцог Франсоа Лотарингски (1519 – 1563), херцог на Гиз, и Анна д’Есте (1531 – 1607), дъщеря на Ерколе II д’Есте, херцог на Ферара, Модена и Реджио, и Рене Френска, дъщеря на крал Луи XII. Брат е на Анри I Лотарингски, херцог на Гиз.
Той става адмирал на Франция, но загубва титлата през 1582 г. След убийството на брат му Анри през декември 1588 г. Шарл II става водач на Католическата лига.
На 5 юни 1595 г. той е победен от Анри IV, през ноември тържествено му се подчинява и получава затова 3 580 000 ливри и три сигурни места в Бургундия.

## Брак и потомство
∞ 6 август 1576 за Хенриета Савойска-Вилар (* 1541/1542, † ок. кр. октомври или нач. на ноември 1611, Соасон), маркиза на Вилар и на Мирибел, от която има осем деца:
- Анри Лотарингски (* 20 декември 1578, Дижон; † 20 септември 1621, Монтобан, убит), херцог на Майен и на Егийон, маркиз на Вилар, граф на Мен, граф на Танд и на Сомарива, пер на Франция; ∞ февруари 1599 в Соасон за Енриета Гонзага-Невер (* 1571, † 1601), дъщеря на Лудовико Гондзага, от която няма деца
- Шарл-Емануил Лотарингски (* 1581, † 1609), граф на Сомарива
- Катерина Лотарингска (* 1585, † 1618), чрез брак херцогиня на Невер и на Ретел, на Мантуа и на Монферат; ∞ 1599 за Карло I Гонзага (* 1580, † 1637), херцог на Невер и Ретел (1595 – 1637), на Мантуа и на Монферат (1630 – 1637), от когото има шест деца.
- Рената Лотарингска († 1638), ∞ 1612 за Марио II Сфорца ди Санта Фиора (* 24 юли 1594, Флоренция; † 26 септември 1658, Рим), херцог на Оняно и на Сени, 15-и граф на Санта Фиора, от когото има един син